# Kaba (keresztnév)
A Kaba férfinév régi magyar személynév, mely a magyar kaba szóból származik, ami egy ragadozómadár neve volt.

## Gyakorisága
Az 1990-es években szórványos név, a 2000-es években nem szerepel a 100 leggyakoribb férfinév között.

## Névnapok
Ajánlott névnap
- február 19.[2]